# Кистер, Василий Иванович
Васи́лий Ива́нович Кистер (1788, Олендорф, в герцогство Брауншвейг — 3 апреля 1875, Российская империя) — российский предприниматель XIX века.
В 1805 году поселился в Москве, где основал в 1813 году торговый дом (торговля табачными и винно-водочными изделиями, луковицами цветов из Голландии и т. д.), существовавший до 1863 г. Кроме коммерческих занятий, он неоднократно избирался на различные должности по городу, но главной его деятельностью было садоводство. Один из организаторов обустройства Александровских садов Москвы, за участие в работе которых он был награждён императором Александром І золотой табакеркой.